# Johnny Servoz-Gavin
Georges-Francis "Johnny" Servoz-Gavin (Grenoble, 18 de janeiro de 1942 – Grenoble, 29 de maio de 2006) foi automobilista francês. Competiu na Fórmula 1 entre 1967 até 1970.
Atuou nas equipes Matra, Cooper e Tyrrell, disputou treze corridas (largou em doze), alcançou um pódio (segundo lugar no GP da Itália de 1968, pela Matra) e marcou nove pontos no total.

## Vida e carreira

### O apelido e o início
Ganhou a alcunha de "Johnny" quando era instrutor de esqui, nos Alpes franceses. Amante da velocidade, decidiu ser piloto após ter frequentado o curso de pilotagem na Escola de condução de Magny-Cours. Competiu nos ralis, na Coupe des Provinces, antes de passar para a Fórmula 3 francesa, em 1965. O seu quinto lugar, conquistado aos 23 anos, atraiu a atenção de Jean-Luc Lagardére, o patrão da equipe Matra, que lhe deu um lugar no ano seguinte. Nesse ano, as suas prestações valem-lhe o título de campeão nacional, à frente de Jean-Pierre Beltoise.
Passou para a Fórmula 2 em 1967, ao volante de um carro da Matra, e em Mônaco, inscreve-se no GP do principado na F-1, onde não conseguiu se classificar para o grid. No ano seguinte, volta a Monte Carlo, integrado na equipe oficial da Matra, para substituir Jackie Stewart, lesionado em Jarama, e ficaria ausente por duas corridas. Ao lado de Beltoise, surpreende ao ser segundo classificado no grid, ao lado de Graham Hill. E na partida, Servoz-Gavin surpreende ainda mais quando fica na frente da corrida após a curva Saint-Devote, batendo o Mr. Mônaco. Mas o gosto de liderar uma corrida da categoria principal do automobilismo acabou, pois Johnny bate na terceira volta.
Após o regresso de Stewart, Servoz-Gavin volta a F-2, mas a Matra inscreve um terceiro carro para ele e corre na etapa italiana. Como na altura a equipe francesa tinha duas equipes (oficial, com motor francês, e outro inscrito por Ken Tyrrell, com motor Cosworth), Servoz-Gavin vai ser companheiro de equipe de Stewart (com o motor inglês), enquanto Beltoise correria com o motor francês. Partindo de 13º, a sua rapidez faz com que chegue ao segundo posto, atrás de Jacky Ickx e à frente de Denny Hulme, da McLaren. Correu mais duas etapas nesse ano, mas não terminou nenhuma. No final do ano, conseguiu o 13º lugar, com seis pontos.
Em 1969, Servoz-Gavin continuou na F-2 europeia, ao volante de um Matra, e não correu muito na F-1. As suas performances e a sua rapidez foram tantas que se tornou no campeão europeu da categoria, enquanto se esforçava em testar o Matra-Simca 630-650 de Sport-Protótipos para as 24 Horas de Le Mans. No meio do ano, foi encarregado de desenvolver o protótipo Matra MS84, equipado com quatro rodas motrizes, que se tornou num dos muitos projetos de pista que tentou dar tração integral, mas todas se revelaram um fracasso. Servoz-Gavin testou o carro e considerou-o "inguiável", mas experimentou-o durante as três últimas corridas do ano, na América do Norte. O francês conseguiu um sexto lugar no Canadá, mas a seis voltas do vencedor. Acabou nas outras duas provas do ano, sempre nas últimas posições.
Servoz-Gavin tinha boas perspectivas para 1970. Estava na equipe Tyrrell, novamente com Jackie Stewart, que iria correr com chassis March, visto que o acordo com a Matra tinha ficado sem efeito, depois desta ter pedido a Tyrrell e a Stewart para correr com o motor francês. Mas um acidente durante a época de Inverno afetou a visão do seu olho esquerdo, e a sua condução ficou muito comprometida. Mas as pessoas não sabiam disso, e foi correr com o March nas três primeiras provas do ano: África do Sul, Espanha e Mônaco.
Na primeira corrida do ano, Gavin foi 17º entre 23 pilotos inscritos, e desistiu na volta 57 devido a problemas de motor, quando estava no pelotão de trás. Na etapa da Espanha, acabou em quinto, conquistando dois pontos. Tinha sido o último a cortar a linha de chegada, e acabado a duas voltas do companheiro Stewart, o vencedor da corrida. Para piorar as coisas, em Jarama, houve o acidente entre o Ferrari de Ickx e o BRM de Jackie Oliver, que resultou no incêndio dos dois carros. Aparentemente, o receio de uma morte horrível invadiu-lhe a mente (ou pelo menos foi assim que transpirou) Após uma não qualificação no Mônaco, Servoz-Gavin decidiu dar ponto final à carreira.

## Após a aposentadoria
Quando Servoz-Gavin se retirou, Ken Tyrrell precisava de um substituto francês devido aos  compromissos com a petrolífera Elf. Calhou-lhe um jovem que se destacara no ano anterior num duelo com Stewart - seu nome era François Cevert. Quanto a Gavin, viveu uma existência reclusa, na sua cidade natal, Grenoble, mas também virou-se para outra paixão: a vela. Viveu num barco e participou em regatas de volta ao mundo completamente sozinho até 1982, altura em que uma explosão de gás lhe causou algumas queimaduras no corpo. Durante muitos anos, Servoz-Gavin foi considerado  um dos pilotos que fez a famosa sequência de Paris a alta velocidade na curta-metragem "C’etait un Rendez-Vous", filmado em 1976 pelo cineasta Claude Lelouch.

## Morte
Servoz-Gavin acabou morrendo em 29 de maio de 2006, aos 64 anos, em Grenoble, vítima de embolia pulmonar. Ele já tinha sobrevivido a três ataques cardíacos e tinha sérios problemas no coração.